# Bernie Hamilton
Bernard „Bernie“ Hamilton (* 12. Juni 1928 in Los Angeles, Kalifornien; † 30. Dezember 2008 in Los Angeles, Kalifornien) war ein US-amerikanischer Filmschauspieler und Musikproduzent.

## Leben
Bernie Hamilton wuchs mit fünf Brüdern und einer Schwester auf, unter denen auch der Jazz-Schlagzeuger und Komponist Chico Hamilton war. Im Alter eines Teenagers lief er von zu Hause fort. An der Oakland Technical Highschool in Oakland, Kalifornien spielte er im Team der Footballmannschaft und entwickelte dort sein Interesse an der Schauspielerei.
Hamilton wirkte mit seinen 1,80 Metern Körpergröße seit Anfang der 1950er Jahre in kleineren Rollen beim Film mit und wurde erst mit dem Film Ruf nicht zu laut (1964) bekannt. Insgesamt spielte er in mehr als 60 Filmen und Fernsehserien mit. Am ehesten ist Hamilton dem deutschen Publikum in der Rolle des Captain Dobey in der Polizeiserie Starsky & Hutch aus den 1970er Jahren geläufig.
Bernie Hamilton war zudem 20 Jahre im Musikgeschäft tätig. Er gründete das Label „Chocolate Snowman“ und produzierte überwiegend R&B, Gospel- und Soulalben.
Hamilton starb im Alter von 80 Jahren an einem Kreislaufstillstand. Er war bis zur Scheidung mit Maxine King verheiratet, mit der er zwei Kinder hatte, Tochter Candy und Sohn Roul.

## Filmografie (Auswahl)
- 1950: The Jackie Robinson Story
- 1951: Sieg über das Dunkel (Bright Victory)
- 1954: Urwald in Aufruhr (Jungle Man-Eaters)
- 1954: Carmen Jones
- 1956: Playboy – Marsch, marsch! (The Girl He Left Behind)
- 1959: Geheimkommando (Up Periscope)
- 1960: Die Saat bricht auf (Let No Man Write My Epitaph)
- 1960: Das junge Mädchen (The Young One)
- 1961: Der Teufel kommt um vier (The Devil at 4 O'Clock)
- 1962: Der Tiger ist unter uns (13 West Street)
- 1963: Kapitän Sindbad (Captain Sindbad)
- 1964: Ruf nicht zu laut (One Potato, Two Potato)
- 1965: Die Gierigen (Synanon)
- 1967–1968: Tarzan (Fernsehserie, 5 Folgen)
- 1968: Der Schwimmer (The Swimmer)
- 1968/1969: Die Leute von der Shiloh Ranch (The Virginian; Fernsehserie, 2 Folgen)
- 1969: Es führt kein Weg zurück (The Lost Man)
- 1970: Verdammt, verkommen, verloren – The Losers (The Losers)
- 1970: The Bold Ones: The Senator (Fernsehserie, 2 Folgen)
- 1971: Die Organisation (The Organization)
- 1973: Der Schrei des Todes (Scream Blacula Scream)
- 1975: Bucktown
- 1975–1979: Starsky & Hutch (Fernsehserie, 91 Folgen)
- 1980: Kampfstern Galactica (Battlestar Galactica; Fernsehserie, 1 Folge)
- 1985: Love Boat (Fernsehserie, 1 Folge)